# Salpis lata
Salpis lata är en fjärilsart som beskrevs av Frederick H. Rindge 1971. Salpis lata ingår i släktet Salpis och familjen mätare. Inga underarter finns listade.